# Гилрой, Мэттью
Мэ́ттью Ги́лрой (англ. Matthew Gilroy; род. 30 июля 1984, Норт-Беллмор, Нью-Йорк) — американский хоккеист. В прошлом выступал в национальной хоккейной лиге за «Нью-Йорк Рейнджерс», «Тампа-Бэй Лайтнинг», «Оттава Сенаторз» и «Флорида Пантерз», а также в КХЛ за «Атлант» и «Спартак» и «Йокерит».

## Игровая карьера

### Молодёжная карьера

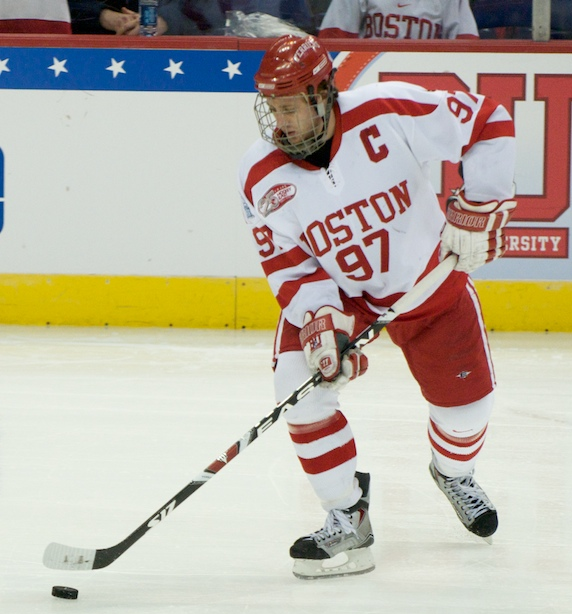
Мэттью Гилрой в составе команды Бостонского университета.

Первым клубом в хоккейной карьере Мэттью Гилроя был «Уолпол Старз», в составе которого игрок выступал в Восточной юниорской хоккейной лиге.
В 2005 году поступил в Бостонский университет, где выступал за студенческую команду. Спустя три года привлёк внимание клубов национальной лиги как незадрафтованный свободный агент, но принял решение продолжить обучение в университете до получения профессиональной квалификации. В сезоне 2008/09 стал капитаном студенческой команды Бостонского университета «Терьеры». По ходу сезона набрал 37 очков в 43 матчах, заняв первое место по результативности среди защитников Ассоциации хоккея Востока и третье среди собратьев по амплуа национальной ассоциации студенческого спорта. В составе «Терьеров» Гилрой стал трёхкратным победителем турнира Бинпот. 10 апреля 2009 года хоккеист завоевал приз Хоби Бэйкера Аварда 2009. На следующий день «Терьерам» предстоял матч за чемпионство НАСС против команды «Майами РедХоукс». Уступая по ходу матча со счётом 3:1, «Терьеры» за минуту до конца матча сумели забросить две шайбы и перевести игру в овертайм. Третью шайбу забросил Ник Бонино с передачи Гилроя за 17 секунд до конца встречи. В овертайме «Терьеры» одержали победу, таким образом, Мэтт Гилрой стал пятым игроком в истории, кому удавалось выиграть чемпионство НАСС и приз Хоби Бэйкера Аварда в одном сезоне. В том же году он был награждён третьей Всеамериканской наградой, став третьим трёхкратным обладателем приза после Рика Мигера (1977) и Криса Друри (1998).

### Профессиональная карьера

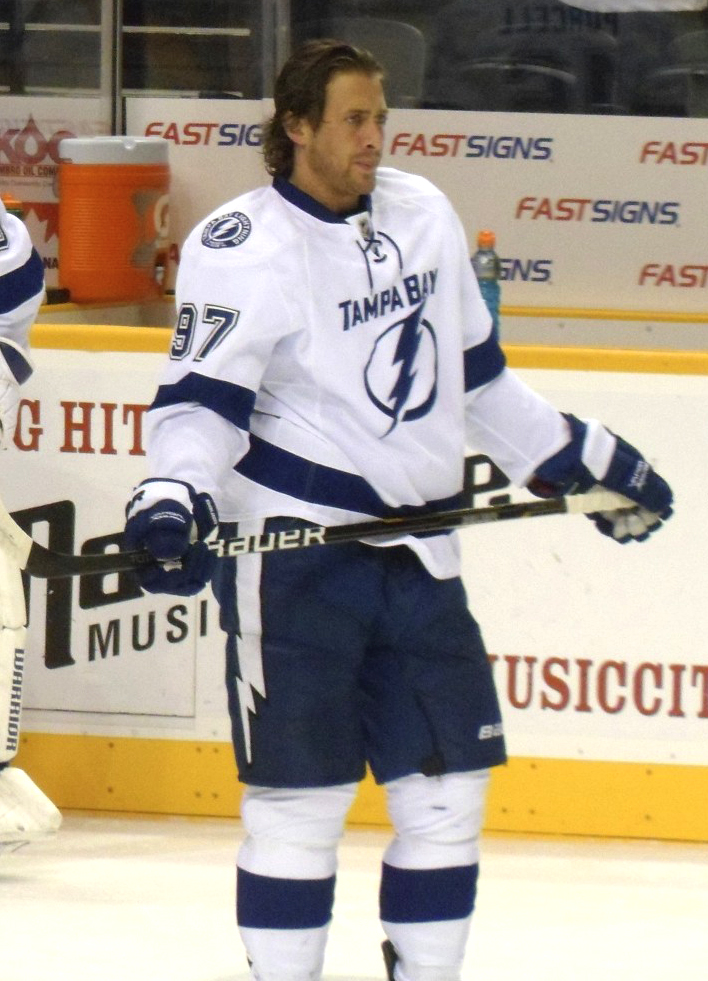
Мэттью Гилрой — защитник «Тампы».

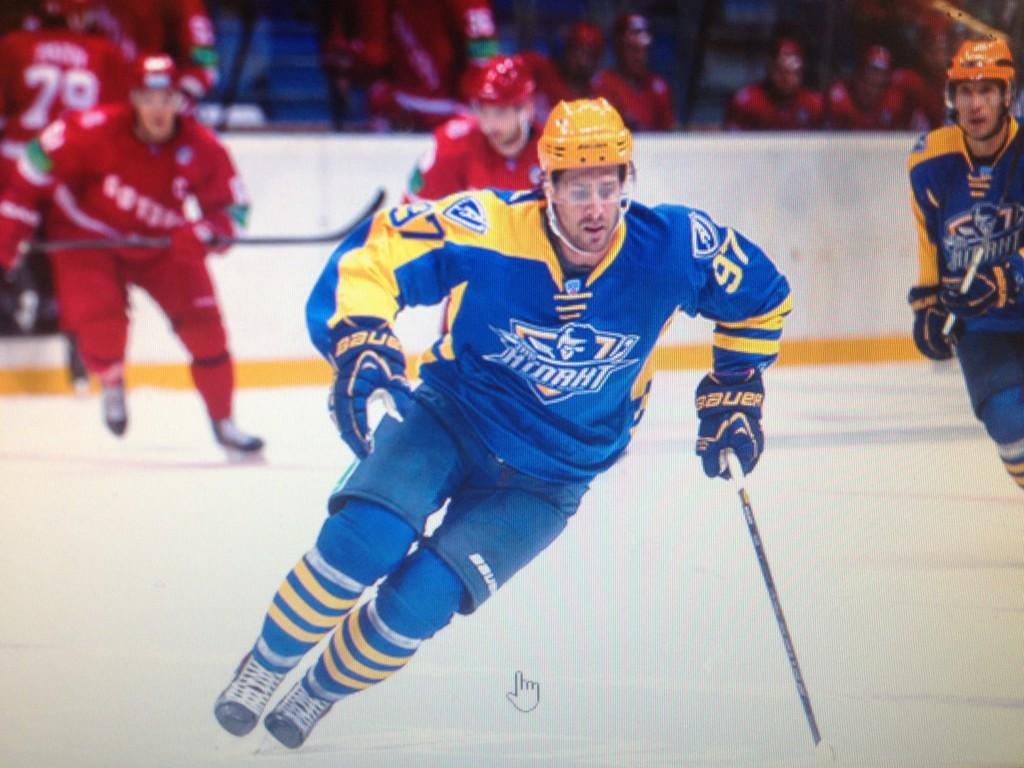
Мэттью Гилрой в матче за «Атлант».

17 апреля 2009 года Гилрой подписал двухлетний контракт с хоккейным клубом «Нью-Йорк Рейнджерс». Сумма контракта составила 3,5 миллионов долларов США. Начало сезона Мэттью провёл в АХЛ. Выступая за «Хартфорд Вулф Пэк», хоккеист записал на свой счёт 4 голевых передачи в 5 матчах. Остаток сезона Гилрой провёл в «Нью-Йорк Рейнджерс». Несмотря на то, что по итогам регулярного сезона команда Гилроя не попала в плей-офф, сезон для хоккеиста сложился удачно — игрок в 69 матчах набрал 15 очков по системе гол+пас.
В 2010 году Мэттью Гилрой получил первый вызов в основную сборную страны. Сборная Соединных Штатов провалилась на чемпионате мира того года, но и там Гилрой смог отличиться — 3 гола и 1 отданная голевая передача позволили игроку стать лучшим бомбардиром среди защитников на основном хоккейном первенстве планеты.
Сезон 2010/11 сложился неудачно как для клуба, так и для игрока. Джон Торторелла, тренер «Нью-Йорк Рейнджерс», возлагал большие надежды на Мэтта. По ходу сезона тренер ставил его на правый фланг атаки, постоянно упрекая хоккеиста за излишнюю мягкость в игре. В итоге Гилрой завершил сезон с 12 очками в 63 играх, а «Рейнджерс» выбыли в первом раунде плей-офф. В межсезонье клубу не удалось договориться с игроком о новом контракте, и Мэттью Гилрой стал свободный агентом. Хоккеист подписал однолетнее соглашение с клубом «Тампа-Бэй Лайтнинг». Сезон 2011/12 стал самым результативным в НХЛ для Гилроя — 17 очков в 53 играх он записал на свой счёт. Тем не менее, закрепиться в составе клуба ему не удалось — травма руки, полученная в середине сезона, дала о себе знать. 27 февраля Мэтт Гилрой был обменян в «Оттаву» на защитника Брайана Ли.
Защищая цвета «Сенаторз», хоккеист добавил ещё 3 очка в свой послужной список. В октябре 2012 года Мэттью Гилрой подписал контракт с фарм-клубом «Рейнджерс» — «Коннектикут Уэйл». Выступал в команде до февраля, набрав 15 очков в 34 матчах. После окончания локаута в НХЛ состоялось возвращение Гилроя в «Нью-Йорк Рейнджерс». В сезоне 2012/13 игрок сыграл 15 матчей, не набрав ни одного очка. По окончании сезона игрок подписал однолетний двусторонний контракт с «Флоридой Пантерз». Общая зарплата хоккеиста составила 700 тысяч долларов за год. В сезоне 2013/14 Гилрой провёл 16 матчей и набрал 2 очка. В ноябре получил травму, и остаток сезона провёл в АХЛ за «Сан-Антонио Рэмпэйдж».
26 июня 2014 Мэттью Гилрой подписал контракт с российским хоккейным клубом «Атлант» сроком на 1 год. 6 сентября 2014 года сыграл за мытищинскую команду против казанского «Ак Барса» первый матч в КХЛ. На 15-й минуте первого периода записал на свой счёт голевую передачу, отдав пас шведскому нападающему Андреасу Энгквисту, который распечатал ворота Атте Энгрена. На 11-й минуте второго периода Мэттью Гилрой забросил первую шайбу за «Атлант». Ассистировали ему Никита Сошников и Роман Рукавишников. Сезон 2014/15 сложился удачно для игрока — Гилрой провёл полный регулярный сезон (60 матчей), забросил 9 шайб и отдал 24 голевые передачи. Был признан лучшим защитником 16-й недели КХЛ. По окончании сезона хоккейный клуб «Атлант» был расформирован в связи с финансовыми проблемами. В качестве свободного агента Мэтт Гилрой перешёл в воссозданный хоккейный клуб «Спартак».
19 января 2016 года провёл 100-й матч в КХЛ. 9 декабря 2016 Гилрой стал рекордсменом «Спартака» по количество результативных баллов, набранных защитником в одном сезоне. Уже к этой дате на его счету было 34 очка (7+27).

## Личная жизнь
Мэтт Гилрой родился в городе Норт-Белмор, что находится в округе Нассо штата Нью-Йорк. Отец — Фрэнк Гилрой, член баскетбольного Зала славы клуба «Сент-Джонс Атлетикс» (включён в 1998 году), мать — Пегги Энн Гилрой. Мэттью — один из восьми детей в семье. В 2003 году окончил школу Сент-Мэри в Манхассете. Выступал в школьной хоккейной команде, был капитаном на двух хоккейный турнирах Нью-Йорка. Помимо хоккея, выступал также в школьной команде по лакроссу, получил награду самого ценного игрока.
Номер свитера хоккеиста — 97. Мэтью взял его в память о брате, Тимми, который погиб в восьмилетнем возрасте, катаясь на велосипеде. Первоначально они выступали в одной детской команде, у Мэтта был номер 98, а у Тимми — 97 — в честь Уэйна Гретцки. Клубная политика бостонских «Терьеров» не позволяет игрокам брать такие номера, однако, учитывая обстоятельства, главный тренер команды Джек Паркер разрешил Гилрою выступать под этим номером.
Старший брат Гилроя, Фрэнк, выступает в баскетбольной команде колледжа Сент-Ансельм. Младший брат, Кевин, присоединился к бостонским «Терьерам» в 2009 году.

## Стиль игры
Мэтью Гилрой — атакующий защитник с хорошей техникой катания на коньках. Хорошо видит лёд и всегда ищет возможность присоединиться к игре.

## Статистика
| Легенда | Легенда                    | Легенда | Легенда                   | Легенда | Легенда    |
| ------- | -------------------------- | ------- | ------------------------- | ------- | ---------- |
| И       | Количество проведённых игр | Штр     | Штрафное время            | +/−     | Плюс-минус |
| Г       | Голы                       | П       | Голевые передачи          | О       | Очки       |
| -       | Статистика неизвестна      | —       | Статистика не учитывалась |         |            |

### Клубная карьера
- Статистика приведена согласно данным сайта Eliteprospects.com[35].